# Syndrome de Rett
 (septembre 2012).
 Mise en garde médicale
Le syndrome de Rett est une maladie génétique rare se développant chez le très jeune enfant et provoquant un dysfonctionnement cognitif et des atteintes motrices sévères. Le syndrome de Rett est lié à une mutation d'un gène du chromosome X et concerne quasi-exclusivement les filles. Des cas sporadiques sont enregistrés sur des individus de sexe masculin, mais sont létaux avant la naissance ou dans la petite enfance.
Il s'agit de la première cause de polyhandicap d'origine génétique chez les filles et on estime qu'il touche environ 50 nouvelles personnes par an en France.
La maladie était classée dans les troubles envahissants du développement au sein du DSM IV. Bien qu'il ne soit pas en lui-même un trouble neurodéveloppemental, le syndrome de Rett fait désormais partie des présentations cliniques possibles du trouble du spectre de l'autisme selon le DSM-5, nécessitant un diagnostic différentiel donnant lieu à une spécification (ex : « trouble du spectre de l'autisme associé à un syndrome de Rett »).

## Génétique
Le syndrome de Rett typique est associé dans près de 95 à 97 % des cas à une mutation dans le gène MECP2 (Méthyl-CpG-binding protein 2), localisé sur le bras long (q) du chromosome X, dans la région Xq28. Il s'agit d'une encéphalopathie neurodéveloppementale très particulière, touchant essentiellement les filles, et étant dans plus de 99 % des cas une mutation de novo.
Dans sa forme typique, elle est caractérisée par une décélération globale du développement psychomoteur à partir du sixième mois, puis par une perte des acquisitions cognitives et motrices, survenant après une période de développement normal.
Dans les formes atypiques, des mutations dans le gène CDKL5 (Cyclin dependent kinaselike 5) et dans le gène FOXG1 (Forkhead box G1) ont été retrouvées chez des enfants avec épilepsie précoce ou porteurs de formes congénitales. Certains patients diagnostiqués en raison de leur phénotype, mais négatifs pour les mutations dans les gènes MECP2, CDKL5 ou FOXG1, ont été soumis au séquençage complet de l'exome, ce qui a permis d'identifier plusieurs dizaines de nouveaux gènes, tels que WDR45, GRIN2B, STXBP1, GABRB2 et GABRG2, KIF1A.

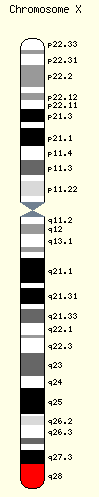
Le locus en rouge localise le gène responsable à l'extrémité inférieure de la figure.

## Description
Le syndrome de Rett commence à se manifester chez l'enfant 6 à 18 mois après une période d'évolution normale.
Une période de régression apparaît alors avec (parfois sans certains symptômes de second ordre) le tableau clinique suivant :
- perte partielle ou complète de l'utilisation volontaire des mains ; avec apparition de stéréotypies manuelles caractéristiques à tous les stades de la maladie (pressions, torsion, applaudissement, frottement, lavage des mains) ; Selon Einspieler et al. en 2005, et Temudo et al. en 2007 : ces stéréotypies de la main coïncident avec la perte de contrôle volontaire des mouvements de la main en début du développement de la maladie, voire la précèdent[11],[12] ;
- perte partielle ou complète du langage ;
- perte ou défaut d'acquisition de la marche ou marche « robotisée » ;
- dysfonctionnement respiratoire avec des épisodes d'apnée pendant l'éveil, d'hyperventilation intermittente, des épisodes de blocage de la respiration, d'expulsion de l'air ou de salive ;
- troubles de la communication et retrait social dès la petite enfance ;
- détérioration du comportement, manifestations autistiques et rires ou excès de cris ou de pleurs inappropriés ;
- apparence de retard mental sévère, due à des tests de QI non adaptés[13],[14],[15] ;
- crises d'épilepsie ;
- déformations orthopédiques (scoliose, cyphose) ;
- communication par le regard intense – « eye pointing » ;
- ostéoporose ;
- troubles du tonus ;
- troubles du sommeil ;
- retard de croissance ;
- microcéphalie et dysmorphie craniofaciale (de type semblable au syndrome d'Angelman mais plus léger habituellement)[16] ;
- troubles vasomoteurs ;
- mains et pieds petits, hypotrophiques ;
- bruxisme pendant l'éveil.

Ni les patientes atteintes du syndrome de Rett, ni les souris modèle de la pathologie ne présentent de signes de dégénérescence cellulaire. Ceci suggère que la maladie est provoquée par un dysfonctionnement des réseaux neuronaux plutôt que par une perte de neurones. Grâce à des travaux menés chez des souris modèles, l’équipe d’Adrian Bird, en Écosse, a montré en 2007 que ce syndrome était réversible si la protéine Mecp2 était ré-exprimée, même à un stade avancé de la maladie.

## Prévalence
Le syndrome de Rett représente l'une des principales causes de retard mental chez la femme dans le monde, sa prévalence est selon le CNRS de 1⁄10 000 enfants. Il s'agit de la première cause de polyhandicap d'origine génétique en France chez les filles[réf. à confirmer].

## Critères de diagnostic

### Clinique
Les critères de diagnostic du syndrome de Rett, retenus en 1988 et toujours d'actualité, sont :
- un développement apparemment normal jusqu’à l’âge de 6 à 18 mois ;
- un périmètre crânien normal à la naissance, ralentissement de la croissance du crâne entre 3 mois et 4 ans ;
- l'absence d’un développement normal du langage ;
- la présence de mouvements répétitifs des mains (lavage de mains, torsions, etc.) ;
- une apraxie/ataxie du tronc et perte de l’utilisation volontaire des mains entre six et trente mois ;
- une démarche instable ou mal assurée (lorsque l’enfant marche).

Les critères d'exclusion qui, s'ils sont présents, permettent d'exclure la maladie de Rett sont :
- une rétinopathie ou atrophie optique ;
- un retard de développement intra-utérin ;
- une microcéphalie congénitale ;
- des signes d'une maladie métabolique identifiable ;
- des signes d'une maladie neurologique identifiable et progressive ;
- des lésions cérébrales acquises en période périnatale (à la suite d'une infection ou d'un traumatisme crânien) ;
- une viscéromégalie ou des signes d'une maladie de surcharge.

D'autres symptômes peuvent être présents et aider au diagnostic : épilepsie, trouble du sommeil, anomalies à l'électroencéphalogramme, spasticité musculaire avec atrophie musculaire et dystonie, scoliose, hypotrophie des pieds, raccourcissement du 4e métacarpien et/ou métatarsien à la radiographie, retard de croissance, grincements de dents, trouble de la déglutition et de la mastication, mauvaise circulation des membres inférieurs.
Les troubles respiratoires sont fréquents et peuvent être de plusieurs types, nécessitant un prise en charge différente : hyperventilation avec un risque d'alcalose respiratoire ou, au contraire, hypoventilation avec acidose respiratoire, pouvant être accompagnée d’apnées.
Les autres symptômes comportementaux sont l'irritabilité, l'agitation avec hurlements et peur des agressions, des pleurs inconsolables, un regard fuyant (évitant de croiser le regard des autres). Il peut exister une absence d’implication émotionnelle ou sociale, avec absence de sujets d’intérêt en général et un refus marqué d'utiliser les comportements sociaux non verbaux, ce qui peut évoquer un autisme.

### Diagnostic différentiel
(février 2012).
- Autisme
- Syndrome d'Angelman
- Syndrome d'Haltia-Santavuori

## Évolution
Après une période silencieuse, pendant laquelle le développement est normal, le syndrome de Rett évolue en 4 stades :
1. Le stade I de stagnation précoce, entre 6 et 18 mois, avec retard des acquisitions psychomotrices sans réelle régression ;
2. Le stade II de régression neurologique rapide, entre 1 et 4 ans, avec régression des acquisitions motrices et mentales, perte de l'usage des mains et apparition de stéréotypies manuelles typiques ;
3. Le stade III de stabilisation apparente, dite « phase de réveil », entre 2 et 10 ans, concerne essentiellement les filles ayant acquis la marche. Il y a régression motrice mais amélioration des capacités de communication avec contact visuel et diminution des caractères autistiques. La majorité des patientes gardent une « pseudo marche » jusqu'à l'âge adulte ;
4. Le stade IV de détérioration motrice tardive, après 10 ans. Avec perte de la marche si elle avait été acquise, trouble du tonus et déformation squelettique. Malgré cette détérioration motrice, la socialisation et le contact visuel sont conservés pendant toute la vie adulte.

## Pronostic
Le syndrome de Rett n'est identifié que depuis 1983. Encore aujourd'hui, de nombreuses personnes adultes atteintes du syndrome de Rett ne sont pas ou sont mal diagnostiquées. Dans ces conditions et s'agissant d'une maladie rare, il est difficile d'établir une analyse statistique fiable.
La survie est relativement bonne et les patientes dépassent habituellement l'âge de 10 ans et 70 % d'entre elles atteignent les 35 ans. Cette survie prolongée implique de prévoir une prise en charge multi-disciplinaire sur le long terme.
Il existe une fréquence élevée de mort subite inexpliquée à l'âge adulte.
On connait cependant le cas d'une Norvégienne qui a atteint l'âge de 60 ans (mais aucun test génétique n'a permis de confirmer le diagnostic) et d'une Danoise, née en 1923, chez qui on a retrouvé une anomalie du gène lorsqu'elle a eu 66 ans ; elle est décédée à l'âge de 79 ans, des suites d'une péritonite. Ann-Charlotte « Lottan » Holmström, née en 1948 en Suède, est certainement l'une des personnes les plus âgées, touchées par la maladie.

## Traitement
Pour l'humain, il n'existe pas à ce jour de traitement curatif pour les enfants atteints. Un premier médicament est cependant disponible aux États-Unis depuis 2023.
Les traitements symptomatiques doivent être entrepris dès que nécessaire avec par exemple un traitement anti-épileptique au besoin, une prise en charge médicale en cas de scoliose sévère, une alimentation adaptée et riche en apport calcique (l'ostéoporose étant parfois aussi traitée par l'acide zolédronique).
La prise en charge éducative est particulièrement importante et doit être adaptée au cas par cas. Cette prise en charge doit être entreprise le plus tôt possible pour avoir le plus de chances de progression. Pour essayer d'obtenir la plus grande autonomie possible de la part de la patiente, il faut travailler et entretenir sa motricité et sa coordination avec un kinésithérapeute, un ergothérapeute et un psychomotricien, un orthophoniste, etc. ; proposer des activités variées, sportives et ludiques, pour faciliter son intégration à l'environnement ; encourager et développer ses facultés relationnelles de communication et d’échange.
En matière de communication, l'exemple de Karly Wahlin (1985-2012) est un espoir pour les malades et leurs familles. Atteinte du syndrome de Rett, la jeune Américaine avait à l'âge de 10 ans appris à utiliser un clavier d'ordinateur pour communiquer. Elle écrivait des poèmes, composait de la musique et tenait même un blog.
En France, les parents peuvent recourir à l’Association française du syndrome de Rett.
Un projet dit GazePlay a vu le jour : un logiciel libre (et gratuit) regroupant (en 2020) une soixantaine de mini-jeux jouables avec un eye-tracker ou oculomètre (système de contrôle par l'œil du curseur de la souris d'un ordinateur), associé à une communauté pour les personnes en situation de polyhandicap, avec interface disponible (en 2020) en langues française, anglaise, allemande et néerlandaise et « partiellement traduits dans une vingtaine d’autres langues ». Certains jeux et/ou outils utilisent le regard ou un oculomètre (ex : Eye Tribe ou Tobii 4C) pour proposer des solutions encore plus efficaces, telles que par exemple créées par Townend,, avec une CAA (communication augmentée et alternative) basée sur le regard, conçu avec deux jeunes filles atteintes du syndrome de Rett.

### Médicaments
Le 11 mars 2023, la FDA a autorisé la mise sur le marché de la molécule appelée trofinetide sous la dénomination commerciale Daybue. Le médicament devait être disponible à partir de la fin du mois d'avril 2023 aux USA pour les malades âgés de plus de 2 ans. Selon Acadia, le trofinetide permet de diminuer certains symptômes handicapants de la maladie, sans toutefois les supprimer complètement.

## Recherche

### Médicaments
L'efficacité d'un traitement in vivo par la cystéamine a été démontrée. Cette molécule agit sur les mécanismes du transport axonal. Les souris traitées ont une durée de vie augmentée et une fonction motrice améliorée par rapport aux animaux non traités. La cystéamine est autorisée aux États-Unis dans le traitement d'une autre maladie rare de l'enfant, la cystinose.
Il a été démontré que les récepteurs d'une substance chimique du cerveau appelée glutamate, en particulier le type NMDA, sont plus nombreux dans le cerveau des jeunes patientes touchées par le syndrome de Rett. Cette substance peut provoquer des interférences entre les cellules nerveuses du cerveau, contribuant en partie aux convulsions, troubles du comportement et difficultés d'apprentissage. Le dextrométhorphane est en cours de test pour contrer ou bloquer les effets de cette substance chimique du cerveau. Le dextrométhorphane est utilisé comme médicament contre la toux.
La kétamine a également été testée chez un modèle animal avec des résultats prometteurs. Il est rapporté que l'utilisation de kétamine chez des souris atteintes du syndrome de Rett peut inverser les anomalies de l'activité cérébrale et améliorer la fonction neurologique de ces animaux. La kétamine peut avoir de puissants effets anesthésiques ; des travaux supplémentaires sont nécessaires pour établir l'innocuité et la faisabilité d'un traitement chez les patients atteints du syndrome de Rett. Un essai clinique est programmé.
L'étude des effets de la désipramine a été étudiée en France. Lors du 4e congrès européen sur le syndrome de Rett en 2015, il a cependant été indiqué que les tests n'ont pas permis de mettre en évidence d'amélioration de la fonction respiratoire par rapport à un placebo.
Dans la famille des monoamines, la société Newron Pharmaceuticals a lancé en mai 2016 un essai thérapeutique sur le Sarizotan, qui permettrait d'améliorer la fonction respiratoire et de supprimer les apnées. L'essai clinique est organisé aux États-Unis, en Inde, en Italie et au Royaume-Uni. Les résultats sont attendus pour la fin de l'année 2017.

### Facteurs de croissance
Les agents qui favorisent le développement du cerveau et la fonction synaptique, comme l’insuline-like growth factor 1 (IGF1), sont des molécules intéressantes avec des tests en cours chez des patients.

### Neuro-immunologie
L'utilisation d'une greffe de moelle osseuse pour remplacer les cellules défectueuses du système immunitaire dans des souris modèles du syndrome de Rett a stoppé de nombreux symptômes graves de la maladie (respiration et mouvement anormaux) et considérablement étendu la durée de vie des souris Rett.
On connait le cas d'une fille atteinte du syndrome de Rett, traitée pour une leucémie, qui a vu ses capacités de communication accrues après une greffe de moelle osseuse, et qui a pu converser avec sa mère pour la première fois de sa vie.

### Stimulation cérébrale profonde
L'utilisation de cette technique invasive, réservée à certains troubles (maladie de Parkinson), est actuellement à l'étude au stade pré-clinique.

### Thérapie génique
L'activation du gène MeCP2 par l'équipe d'Adrian Bird a permis d'améliorer l'atteinte neurologique chez un modèle animal.
Ces travaux démontrent que la restauration du gène MECP2, même à des stades adultes, corrige plusieurs aspects de la pathologie ; ils suggèrent que la maladie peut être traitée de façon inhérente. Cela permet d'envisager plusieurs approches thérapeutiques ciblant la maladie au niveau du gène, parmi lesquelles :
- la thérapie génique, avec des recherches en cours aux États-Unis et en Europe[50] ;
- l'activation du gène MECP2 sur le chromosome X inactif[51] ;
- les médicaments de translecture translationnelle[52].

En 2017, la société AveXis a annoncé vouloir développer un programme de thérapie génique pour le syndrome de Rett. Novartis, qui a racheté AveXis en 2018, avait confirmé sa volonté de poursuivre dans cette voie avant d'abandonner son programme en 2021.

### Financement de programmes de recherche
2 fondations américaines sont les premiers contributeurs des programmes de recherche sur la maladie et les traitements :
- l'International Rett Syndrome Foundation (Rettsyndrome.org) (44 millions de dollars depuis 1998)[56] ;
- le Rett Syndrome Research Trust (58 millions de dollars depuis 2008)[57].

### Congrès internationaux
Congrès européens :
- 2009 : Milan (Italie)
- 2011 : Kazan (Russie)
- 2013 : Maastricht (Pays-Bas)
- 2015 : Rome (Italie)
- 2017 : Berlin[58] (Allemagne)
- 2019 : Tampere (Finlande)

Congrès mondiaux :
- 1984 : Vienne (Autriche)
- 1988 : Vienne (Autriche)
- 1993 : Anvers (Belgique)
- 1996 : Göteborg (Suède)
- 2000 : Nagano (Japon)
- 2008 : Paris (France)
- 2012 : La Nouvelle-Orléans (USA)
- 2016 : Kazan (Russie)[59]
- 2020 : Gold Coast (Australie)[60]

## Histoire
Le pédiatre Andreas Rett (1924-1997) est le premier à avoir décrit ce syndrome en 1966.
En octobre 1983, le neuropédiatre suédois Bengt Hagberg (sv) (1923-2015) l'observe chez trente-cinq patients de sexe féminin. On donnera par la suite le nom de « Syndrome de Rett » à l'affection en question.
En juin 1992, Adrian Bird découvre la protéine MeCP2.
Son caractère de maladie génétique a été mis en évidence en 1999 par l'équipe du professeur Huda Zoghbi de l'Institut de recherche neurologique de Houston.

## Soutien caritatif
En 1993, l'association internationale du syndrome de Rett reçoit 25 000 dollars de la part du groupe Pearl Jam.
La même année, un album de 8 titres des Allman Brothers est vendu en édition limitée (15 000 exemplaires) au bénéfice de cette association.
L'actrice Julia Roberts plaide en octobre 2002 devant une commission du Congrès américain en faveur d'une augmentation des crédits pour la recherche sur cette maladie. Elle a auparavant participé à un documentaire pour la chaîne Discovery Health Channel.